# Formule E Gen3
Chronologie des modèles
Spark SRT 05E Aucun
La Formula E Gen3, également appelée Spark Gen3 ou simplement Gen3, est une voiture de course monoplace conçue pour être utilisée dans le Championnat FIA de Formule E. La voiture est le successeur de la SRT05e et est construite par Spark Racing Technology . Elle est utilisée comme voiture de base par tous les constructeurs et équipes à partir du Championnat du monde de Formule E 2022-2023.

## Développement
En juillet 2020, il a été annoncé que Spark Racing Technology construirait le châssis et fournirait les essieux avant, Williams Advanced Engineering fournirait les batteries et Hankook fournirait des pneus « quatre saisons » intégrant des biomatériaux et du caoutchouc durable.

## Caractéristiques
La vitesse de pointe théorique est 322 km/h (200 mph),. La batterie est  conçue pour gérer la « flash-charging » à des puissances de charge/recharge allant jusqu'à 600 kW (800 hp). L'idée derrière cette technologie est de récupérer plus d'énergie lors de freinage et de permettre une recharge rapide lors des arrêts aux stands, une première pour le championnat; cependant, l'introduction de la charge rapide a été retardée en raison de problèmes de batterie persistants tout au long des tests. L'empattement est 2,970 mm (117 po) et le poids est 760 kg (1 680 lb) sans l'attribution de 80 kg pour le conducteur, ce qui porte le poids à 840 kg (1 851,9 kg). Le rapport puissance/poids est donc à peu près équivalent à celui d'une Audi RS5 Turbo DTM.

## Record du monde de vitesse en salle
Lors du week-end de l'ePrix de Londres 2023, le pilote McLaren Jake Hughes a établi un nouveau record du monde Guinness de vitesse en salle en atteignant 218,71 km/h (135,9 mph) à l'intérieur du ExCeL Centre de Londres dans une version modifiée de la voiture de course Gen3, connue sous le nom de GENBETA. Le précédent record de vitesse la plus rapide atteint par un véhicule à l'intérieur était de 165,20 km/h (102,65 mph) réalisé par le pilote américain Leh Keen dans une Porsche Taycan Turbo S au New Orleans Convention Center en 2021.